# Cayley (cratère)
 (août 2019).
Si vous disposez d'ouvrages ou d'articles de référence ou si vous connaissez des sites web de qualité traitant du thème abordé ici, merci de compléter l'article en donnant les références utiles à sa vérifiabilité et en les liant à la section « Notes et références ».
Cayley est le nom donné à un petit cratère lunaire en l'honneur du mathématicien britannique Arthur Cayley, et qui est situé dans une zone couverte par la lave basaltique à l'ouest de la mer de la Tranquillité. Cayley se trouve au nord-ouest du cratère De Morgan et d'Arrest. À l'ouest-nord-ouest se trouve le cratère Whewell, approximativement de même taille. Au nord se trouve une crevasse d'Ariadaeus qui s'étend linéairement à l'est-sud-est.
Le cratère Cayley est circulaire, en forme de coupe, avec un plateau à environ la moitié de la hauteur intérieure. Ce plateau s'étend sur environ un quart de la section transversale. Les pentes ont un albédo interne modérément plus élevé que les terres environnantes et son contraste, cependant, est beaucoup moins brillant que Dionysos, à l'est-sud-est. Cayley est dépourvue de structures dans un motif radial.
Le terrain alentour, appelé la formation de Cayley, est similaire à une jument lunaire[à définir], avec un albédo légèrement supérieur et bordé à l'est par la Mer de la Tranquillité. On pense que c'est la simple conséquence de l'accumulation de débris produits au cours de la formation d'un bassin d'impact dont la source la plus probable est la Mare Imbrium, au nord-ouest.